# Bronx in Blue
Bronx in Blue, studioalbum av den amerikanske rock- och popsångaren Dion, utgivet 2006. Albumet är producerat av Dion DiMucci och gavs ut på skivbolaget Razor & Tie.

## Låtlista
1. "Walkin' Blues"
2. "You're the One"
3. "I Let My Baby Do That"
4. "Who Do You Love"
5. "Built For Comfort"
6. "Crossroads"
7. "Travelin' Riverside Blues"
8. "You Better Watch Yourself"
9. "How Many More Years"
10. "Terraplane Blues"
11. "Honky Tonk Blues"
12. "Baby, What You Want Me To Do"
13. "Statesboro Blues"
14. "If You Wanna Rock & Roll"